# FK SKA Rostow
Der FK SKA Rostow (russisch ФК СКА Ростов-на-Дону, transkribiert Futbolny Klub Sportiwny Klub Armii Rostow-na-Donu, auf Deutsch Sportclub der Armee Rostow am Don) ist neben dem FK Rostow der große Fußballverein aus der russischen Stadt Rostow am Don. Größte Vereinserfolge waren die Vizemeisterschaft in der Sowjetischen Fußballmeisterschaft 1966 und der Gewinn des Sowjetischen Pokalwettbewerbs 1981. In den Jahren 1969 und 1971 war stand die Mannschaft zudem im Pokalendspiel. Zurzeit spielt der Club in der dritthöchsten russischen Spielklasse, in der 2. Division – Staffel Süd.

## Geschichte

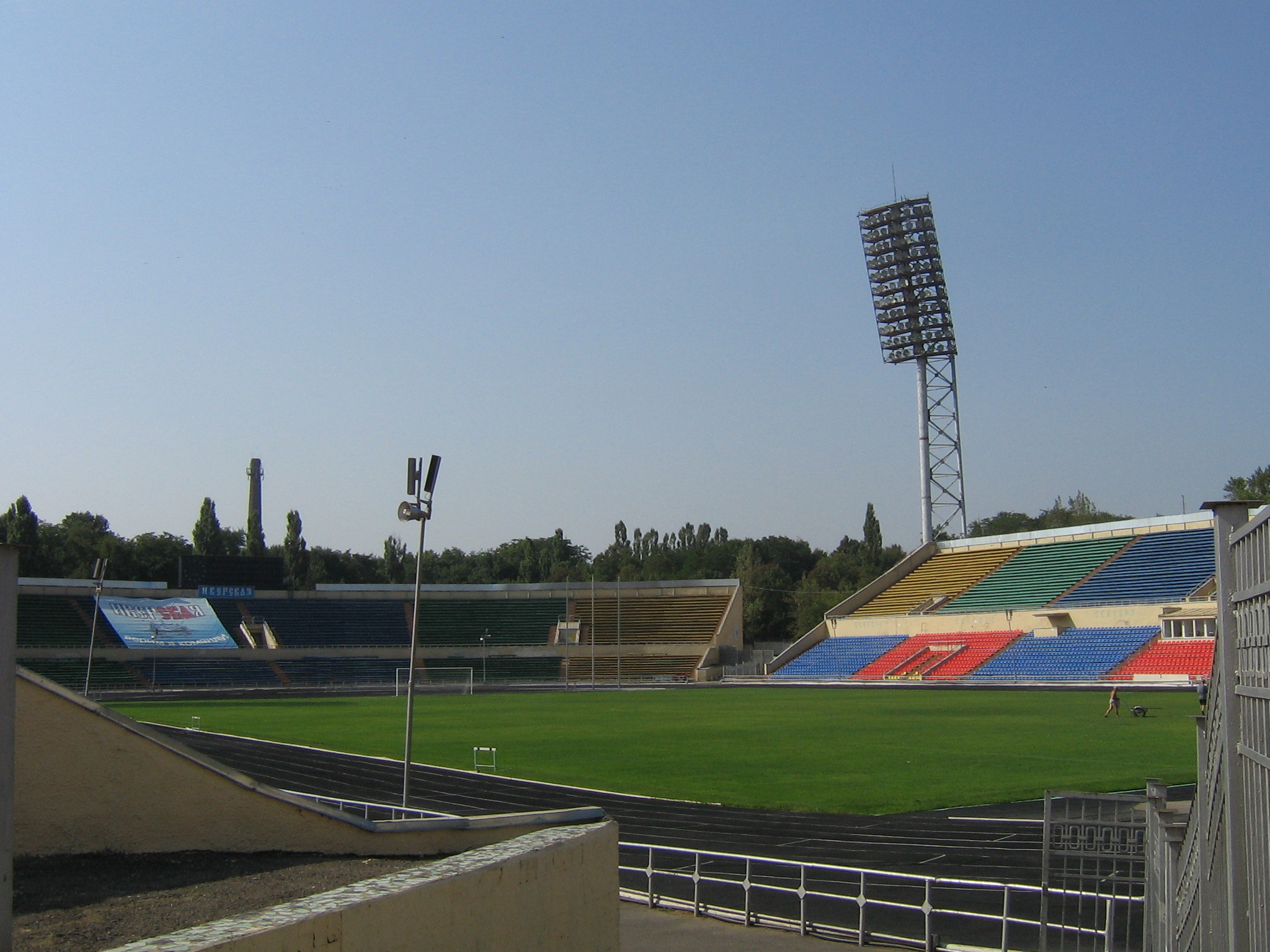
SKA SKWO Stadion

Der Verein wurde am 27. August 1937 als RODKA (russisch РОДКА СКВО (Ростовский окружной Дом Красной Армии Северо-Кавказского военного округа)) gegründet. 1954 erfolgte die Umbenennung in ODO (russisch ОДО (Окружной Дом офицеров)), 1957 in SKWO. Seinen jetzigen Namen trägt der Klub seit 1960.
SKWO stieg 1958 in die Russische B-Liga auf und ein Jahr später in die höchste sowjetische Spielklasse, wo das Team bis 1973 spielte, wurde 1966 Zweiter und 1959, 1960, 1963 und 1964 Vierter.
Die Zeit ab den 1970er Jahren bis zum Ende der Sowjetunion war durch mehrere Ab- und Wiederaufstiege zwischen den beiden höchsten Spielklassen geprägt. In den 1990er Jahren ging es für einige Jahre bis in die 3. Liga und die Amateurklasse herab. 2002, 2007 und 2008 spielte der Club in der 2. russischen Spielklasse, der 1. Division, für die Saison 2009 verzichtete der Club jedoch auf eine Lizenz für die 1. Division und stieg freiwillig in die 2. Division Staffel Süd ab.

## Trainer
- Wiktor Maslow (1962–1963)
- František Komňacký (2007)